# 英文賠償責任保険普通保険約款
英文賠償責任保険普通保険約款（えいぶんばいしょうせきにんほけんふつうほけんやっかん）とは、米国のInsurance Services Office Ltd.が提供する標準約款を日本に導入したものである。日本への導入当初の版は1973年版であり、その後も定期的に改訂が行われている。

## 約款構成
- Standard Provisions（普通保険約款）にCoverage Part（特別約款）を付帯し、Endorsement（特約条項）により内容を修正している。
- General Liability Standard Provisions

賠償責任保険の共通事項を定めている。
- Owners', Landlords' and Tenants' Liability Coverage Part

施設所有管理者賠償責任保険に対応するが、製造業者を除く。
- Manufacturer's and Contractors' Coverage Part

請負業者賠償責任保険に対応し、製造業者を含む。
- Owners' and Contractors' Protective Coverage Part

注文主の責任を問われた場合に備える場合に適用する。注文主を被保険者に加えるとともに被保険者間の交差責任を担保する。
- Products and Completed Operations Coverage Part

生産物賠償責任保険に対応する。
- Contracual Coverage Part

保険証券に契約書を添付しその内容特定するとともに契約責任を担保するもので、我が国の保険で対応するものがない。